# Charles Granval
Charles Granval (21 de diciembre de 1882 – 28 de julio de 1943) fue un actor y director teatral y cinematográfico de nacionalidad francesa.

## Biografía
Nacido en Rouen, Francia, su verdadero nombre era Charles Louis Gribouval. Granval entró en la Comédie-Française en 1904, siendo miembro de la misma desde 1922 hasta 1934. 
Como actor cinematográfico, participó en veintiocho producciones rodadas entre 1917 y 1942. Uno de sus papeles más destacados fue el del librero Lestingois en Boudu salvado de las aguas, de Jean Renoir (1932), donde actuó junto a Michel Simon. Él fue dirigido en varias ocasiones por Julien Duvivier, destacando las cintas La Bandera (1935), La Belle Équipe (1936), Pépé le Moko (1937) y La Fin du jour (1939).
Charles Granval falleció en 1943 en Honfleur, Francia. Había estado casado con dos actrices, la primera de ellas Berthe Bovy, desde 1913 hasta 1918, año en el que se divorciaron. En 1922 se casó con Madeleine Renaud, con la que tuvo un hijo, el actor Jean-Pierre Granval, antes de divorciarse en 1939.

## Teatro

### Ajeno a la Comédie-Française
- 1903 : La Tentation de Tod Clyft, de Henri Lyon, Théâtre des Mathurins

### Comédie-Française
- 1905 : Don Quichotte, de Jean Richepin a partir de Miguel de Cervantes
- 1906 : Paraître, de Maurice Donnay
- 1906 : Hernani, de Victor Hugo
- 1906 : La Courtisane, de André Arnyvelde
- 1907 : Marion Delorme, de Victor Hugo
- 1907 : Chacun sa vie, de Gustave Guiches y Pierre-Barthélemy Gheusi
- 1909 : Le Masque et le bandeau, de Albert Flament
- 1909 : La Furie, de Jules Bois
- 1909 : La Robe rouge, de Eugène Brieux
- 1909 : Sire, de Henri Lavedan
- 1910 : Les Marionnettes, de Pierre Wolff
- 1913 : L'Embuscade, de Henry Kistemaeckers
- 1913 : La Marche nuptiale, de Henry Bataille
- 1914 : Le Prince charmant, de Tristan Bernard
- 1920 : La Mort enchaînée, de Maurice Magre
- 1920 : L'Amour médecin, de Molière
- 1920 : Romeo y Julieta, de William Shakespeare
- 1920 : Paraître, de Maurice Donnay
- 1921 : Le Passé, de Georges de Porto-Riche
- 1921 : Francillon, de Alexandre Dumas (hijo)
- 1921 : La Coupe enchantée, de Jean de La Fontaine y Champmeslé
- 1921 : La Robe rouge, de Eugène Brieux
- 1921 : Cléopâtre, de André-Ferdinand Hérold a partir de Plutarco y William Shakespeare
- 1921 : Un enemigo del pueblo, de Henrik Ibsen
- 1921 : Monsieur de Pourceaugnac, de Molière
- 1922 : La Comtesse d'Escarbagnas, de Molière
- 1922 : Marion Delorme, de Victor Hugo
- 1922 : Vautrin, de Edmond Guiraud a partir de Honoré de Balzac
- 1924 : Le Vieil Homme, de Georges de Porto-Riche
- 1925 : Hedda Gabler, de Henrik Ibsen
- 1925 : Les Corbeaux, de Henry Becque
- 1928 : Le Métier d'amant, de Edmond Sée
- 1930 : Moi, de Eugène Labiche y Édouard Martin, escenografía de Charles Granval
- 1932 : L'Âge du fer, de Denys Amiel
- 1933 : Coriolano, de William Shakespeare, escenografía de Émile Fabre

### Director
- 1930 : Moi, de Eugène Labiche y Édouard Martin
- 1933 : Monsieur Vernet, de Jules Renard
- 1939 : Hamlet ou Les suites de la piété filiale, de Jules Laforgue, Théâtre de l'Atelier
- 1942 : Hamlet, de William Shakespeare

## Filmografía
- 1917 : Le Traitement du hoquet, de Raymond Bernard
- 1920 : Mademoiselle de La Seiglière, de André Antoine
- 1921 : Le Cœur magnifique, de Séverin Mars y Jean Legrand
- 1922 : Molière, sa vie, son œuvre, de Jacques de Féraudy
- 1932 : Boudu salvado de las aguas, de Jean Renoir
- 1933 : Iris perdue et retrouvée, de Louis J. Gasnier
- 1933 : L'assassin est ici, de Robert Péguy
- 1935 : Golgotha, de Julien Duvivier
- 1935 : La bandera, de Julien Duvivier
- 1936 : Les Amants terribles, de Marc Allégret
- 1936 : La Belle Équipe, de Julien Duvivier
- 1937 : L'Homme du jour, de Julien Duvivier
- 1937 : Pépé le Moko, de Julien Duvivier
- 1937 : Le Chemin de Rio, de Robert Siodmak
- 1937 : L'Homme de nulle part, de Pierre Chenal
- 1937 : Une femme sans importance, de Jean Choux
- 1937 : Blanchette, de Pierre Caron
- 1937 : Sarati, le terrible, de André Hugon
- 1939 : La Fin du jour, de Julien Duvivier
- 1941 : Premier bal, de Christian-Jaque
- 1942 : La Femme que j'ai le plus aimée, de Robert Vernay
- 1942 : La Duchesse de Langeais, de Jacques de Baroncelli
- 1942 : La Nuit fantastique, de Marcel L'Herbier
- 1942 : Monsieur La Souris, de Georges Lacombe
- 1942 : Pontcarral, colonel d'empire, de Jean Delannoy
- 1942 : Le Bienfaiteur, de Henri Decoin
- 1942 : Le Comte de Monte-Cristo, de Robert Vernay
- 1942 : L'Honorable Catherine, de Marcel L'Herbier